# 다이제
다이제는 오리온에서 제조생산하는 통밀과자이다. 원래 영국 맥비티사의 통밀과자인 다이제스티브를 독자적으로 리메이크한 과자이며 1997년부터 천안명물 다이제로 이름을 변경하고 이후 닥터유 다이제로 변경되었다. 변경 후 이름도 반토막, 통밀도 반토막, 맛도 반토막이 됐다.

## 소개
본래 영국의 제과기업인 맥비티사와 옛 동양제과(현재의 주식회사 오리온)이 기술제휴를 맺으며 다이제스티브라는 이름으로 1982년에 처음으로 통밀과자로 출시하였다. 당시에는 전통적인 빨간색 바탕에 둥글게 포장한 상태로 영국의 다이제스티브와는 다르게 네모상자 포장이 아닌 과자 원형상태로 포장한 것이 특징이다. 맥비티사와의 기술제휴를 인증하기 위해 겉면에 맥비티 다이제스티브라는 글자가 표기되었다. 
1997년 맥비티사와의 기술제휴가 만료되면서 맥비티사의 제조기술을 전수한 계기로 이를 리메이크한 독자적인 과자인 다이제를 제조하였고 이름도 맥비티사와의 제휴만료에 따라 다이제스티브에서 다이제로 이름을 변경하였고 오리온의 닥터유 프로젝트에 맞춰서 닥터유 다이제로 변경하였다. 
1983년에는 초코 다이제스티브도 출시하였는데 초기에는 노란 포장지로 된 모습이었다가 이후 초콜릿색으로 오리지널과 같은 형태로 나왔다. 

## 형태
둥글어보이는 원형을 띈 과자이며 다이제스티브라는 영문 문장이 새겨졌다. 1997년 다이제로 바뀐 후로는 오리온 다이제라는 문장으로 변경되었다.  
다이제 초코는 반쪽면이 초콜릿을 입힌 형태이다.

## 종류
- 다이제 비스킷 : 통밀을 주 재료로 만든 비스킷
- 다이제 초코 : 초콜릿을 반(半)으로 입힌 비스킷
- 다이제 미니 : 다이제 초코를 작은 형태로 축소하여 편리하게 먹을 수 있는 비스킷
- 다이제 씬 : 기존의 다이제 초코를 얇게 만들어낸 비스킷